# The Sweet Sound of Smosh
The Sweet Sound of Smosh è il quarto album del duo comico di You Tuber Smosh, costituito da Anthony Padilla e Ian Hecox. Pubblicato il 30 novembre 2013, l'album è costituito principalmente da canzoni realizzate dal duo negli anni precedenti.

## Tracce
1. Dixon Cider
2. Pimps of Prom
3. Pirate's Life
4. Driver's Ed Rap
5. We Rule High School
6. Be Jabba's Guest (feat. Ryan Todd)
7. A Whole New Vader (feat. Ryan Todd)
8. I Want to Be Where the Jedis Are (feat. Ryan Todd)
9. I've Got the Force in Me (feat. Ryan Todd)
10. Corn Cob (feat. Ryan Todd)
11. So Frickin' Tired of Christmas
12. The End of Christmas
13. 12 Days of Christmas Destruction
14. Parents Suck (Beastmode) (PeteyWunder remix)
15. Pirate's Life (Glitch Hop) (PeteyWunder remix)
16. The Legend of Zelda Rap (Dark Link Mix) (PeteyWunder remix)
17. AC3 (RMX Killa) (PeteyWunder remix)
18. Parents Suck (Happy Go Lucky) (PeteyWunder remix)